# Branko Rašović
Branko Rašović   (Podgorica, 11 d'abril de 1942 - Belgrad, 11 d'octubre de 2024) va ser un futbolista montenegrí de la dècada de 1960. Fou 10 cops internacional amb la selecció iugoslava. Defensà els colors de FK Buducnost Podgorica, FK Partizan i Borussia Dortmund.
Va jugar com a titular la final de la Copa d'Europa de 1966, que el Partizan va perdre contra el Reial Madrid per 2 a 1 a l'Estadi Heysel, de Brussel·les, la sisena Copa d'Europa madridista.